# Jacques Faure
Cet article concerne l'officier et sportif français. Pour l'aérostier et explorateur français, voir Jacques Faure (1873-1910).
Pour l’article ayant un titre homophone, voir Jacques Fort.
Pour les articles homonymes, voir Faure.
Jacques Faure, né le 2 mars 1904 à Bordeaux et mort le 9 avril 1988 à Saint-Mandé, est un officier et sportif français. 
Grande figure des chasseurs alpins avec lesquels il a commencé son parcours, il est également considéré comme un pionnier des troupes aéroportées. Parallèlement à sa carrière militaire, il s'illustrera également sur le plan sportif en participant notamment aux Jeux olympiques de 1936.
Général de division pendant la Guerre d'Algérie, il est un des soutiens de l'Algérie française.

## Biographie

### Début de carrière et activité sportives

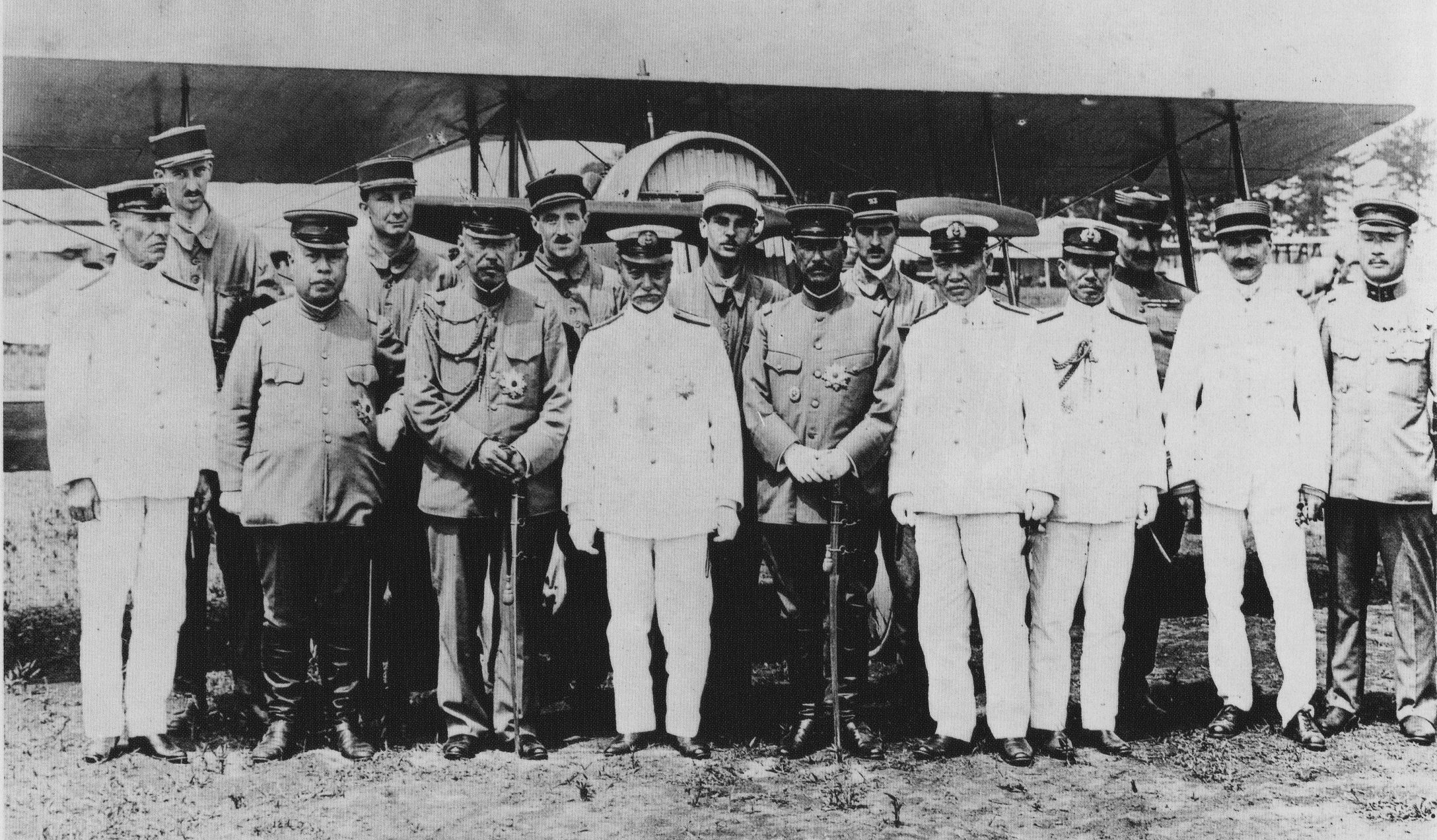
Jacques Faure (première rangée, 2e à partir de la droite) avec Togo Heihachiro et les membres de la mission de l'armée de l'air française à la base aérienne de Kakamigahara près de Gifu en 1919.

Jacques Faure voit le jour le 2 mars 1904 à Bordeaux. Fils du colonel Gaston Faure et de Margaret Helen de Dadelszen, et petit-fils de général, il s'oriente tout naturellement vers une carrière militaire en intégrant l'École spéciale militaire de Saint-Cyr dans la promotion 1925-1927 "Maroc et Syrie". Affecté au 13e bataillon de chasseurs alpins en octobre 1927, il est nommé chef d'une section d'éclaireurs-skieurs en 1930 avant d'être promu capitaine. Affecté à l'École de Haute-Montagne à Chamonix à partir de 1932, il y prend le commandement de l'équipe de France militaire de ski jusqu'en 1938. Pendant cette période, il devient champion de France militaire dans cette discipline. Aux Jeux olympiques de 1936 à Garmisch-Partenkirchen, il est le porte drapeau de la délégation des athlètes français. La patrouille de France dont il est le chef termine 6e sur 9 à la course de patrouille militaire. En 1938, il est affecté à l'état-major de la 64e division[réf. souhaitée].

### Seconde Guerre mondiale
Sous les ordres du général Béthouart, il est affecté en février 1940 à la brigade de haute-montagne dont il est chef du 3e bureau puis chef d'état-major. Il participe alors à la campagne de Norvège au cours de laquelle il joue un rôle important dans la bataille de Narvik. Rentré en France au début de l'été 1940, il décline de s'engager auprès du général de Gaulle lors d'une escale en Angleterre. Sollicité par le général Jean d'Harcourt qui lui demande de "mettre les jeunes de l'armée de l'air en montagne", il met sur pied le mouvement Jeunesse et Montagne. En novembre 1940, il est envoyé au Maroc et dirige le service de la jeunesse et des sports jusqu'en 1942. Prenant part à la préparation du débarquement allié en Afrique du nord, il sert ensuite dans le cabinet du général Giraud à Alger jusqu'en mars 1943. Débarqué en Sicile en 1943 et en Provence en 1944, il prend le commandement du 1er Régiment de Chasseurs Parachutistes avec lequel, au sein de la 1re Division Blindée, il participe, d'octobre 1944 à février 1945, aux combats dans les Vosges, aux batailles d'Alsace et de Jebsheim.

### Après-guerre
De 1945 à 1946, il travaille à la section d'étude des troupes aéroportées de l'État-major de l'armée. Promu colonel en octobre 1946, il prend le commandement du groupement aéroporté de la 25e division aéroportée. Stagiaire à l'École supérieure de guerre de 1948 à 1949, il est auditeur puis cadre à l'Institut des hautes études de Défense nationale et au Centre des hautes études militaires jusqu'en août 1952[réf. souhaitée]. Après avoir pris position contre René Pleven, ministre de la défense, il est muté à l'état-major des troupes d'occupation en Autriche et exerce la fonction de gouverneur militaire de Vienne. En octobre 1953, il sert à l'état-major des forces terrestres alliées à Fontainebleau[réf. souhaitée]. Nommé général de brigade en 1954, il prend le commandement de École de l'infanterie à Saint-Maixent-l'École.
Envoyé en Algérie en septembre 1956, il est général adjoint au commandant de la division d'Alger. À cette époque, il projette une action contre le gouverneur général en Algérie Robert Lacoste qui devait être enlevé et remplacé par le général Salan. Ce projet est éventé et le général Faure, transféré à Paris, est sanctionné au début 1957 de trente jours d’arrêt, avant de rejoindre les Forces françaises en Allemagne comme adjoint au commandant en chef. Il dépose une candidature à l'élection législative française partielle de mai 1957 sous l'étiquette indépendant, soutenu par les poujadistes, mais se retire avant le scrutin.
Le 3 juillet 1957 son fils, le lieutenant Bernard Faure, est mortellement blessé dans une embuscade en Kabylie. Le surlendemain, il assiste à ses funérailles à l'hopitâl Maillot de Bab el Oued,. 
Promu général de division, il retourne en Algérie en 1958 pour commander la 27e Division d'Infanterie Alpine à Tizi Ouzou en Kabylie jusqu'en 1960. Solidaire du putsch des généraux de 1961, il est arrêté et condamné à dix ans de détention pour avoir tenté de monter des opérations de l'OAS en métropole,. En prison à Paris puis à Tulle, il est libéré le 1er avril 1966. Réintégré dans son grade de général de division en 1974[réf. souhaitée], il intègre la 2e section des officiers généraux en 1982. Il meurt à Paris le 9 avril 1988.

## Décorations
|  |  |  |  |  |  |
|  |  |  |  |  |  |
|  |  |  |  |  |  |

| Commandeur de la Légion d'Honneur     | Commandeur de la Légion d'Honneur | Croix de Guerre 1939-1945 Avec cinq palmes | Croix de Guerre 1939-1945 Avec cinq palmes | Croix de la Valeur militaire Avec une palme     | Croix de la Valeur militaire Avec une palme     |
| Médaille de l'Aéronautique            | Médaille de l'Aéronautique        | Commandeur de l'Ordre du mérite sportif    | Commandeur de l'Ordre du mérite sportif    | Médaille d'Honneur d'or de l'Éducation Physique | Médaille d'Honneur d'or de l'Éducation Physique |
| Croix de Guerre Norvégienne Avec épée |                                   |                                            |                                            |                                                 |                                                 |